# Peróxido de magnesio
El peróxido de magnesio es un compuesto inorgánico que está constituido por aniones peróxido {\displaystyle {\ce {O2^2-}}} y cationes magnesio {\displaystyle {\ce {Mg2+}}}, cuya fórmula química es {\displaystyle {\ce {MgO2}}}.

## Propiedades
El peróxido de magnesio se presenta en forma de polvo blanco o incoloro que cristaliza en el sistema cúbico. Tiene una densidad de 3,04 g/cm³, un punto de fusión de 233 °C y un punto de ebullición con descomposición de 353 °C.

## Aplicaciones
El peróxido de magnesio se emplea como fuente de oxígeno para amplificar la biorremediación aeróbica, un proceso por el cual los contaminantes orgánicos de un suelo son degradados por organismos del propio suelo o aportados transformándolos en sustancias inocuas. Debido a su baja solubilidad en agua permanece en el terreno durante meses.